# Lwiwianka Lwów
ŻFK Lwiwianka Lwów (ukr. ЖФК «Львів’яночка» Львів) – ukraiński klub piłki nożnej oraz futsalu kobiet, mający siedzibę w mieście Lwów na zachodzie kraju, działający w latach 1992–2017.

## Historia
Chronologia nazw:
- 1992: ŻFK Lwiwianka Lwów (ukr. ЖФК «Львів’яночка» Львів)
- 1997: ŻFK Smericzka Lwów (ukr. ЖФК «Смерічка» Львів)
- 1997: ŻFK Lwiwianka Lwów (ukr. ЖФК «Львів’яночка» Львів)
- 1999: ŻFK Lwiwianka-LLHZ Lwów (ukr. ЖФК «Львів’яночка-ЛЛГЗ» Львів)
- 2001: ŻFK Lwiwianka Lwów (ukr. ЖФК «Львів’яночка» Львів)
- 2017: klub rozwiązano

Klub piłkarski ŻFK Lwiwianka został założony we Lwowie w 1992 roku. W sezonie 1992 klub zgłosił się do rozgrywek Pierwszej ligi, zajmując 6.miejsce. W następnym sezonie awansował na drugą pozycję, ale potem ze względu na małe zainteresowanie klubów rozgrywki w Pierwszej lidze zostały odwołane, a klub grał jedynie w turniejach towarzyskich. 
W sezonie 1997 drużyna futsalu z nazwą ŻFK Smericzka  zgłosiła się do rozgrywek futsalowej Wyższej Ligi kobiet, gdzie zajęła szóste miejsce. W następnym sezonie 1997/98 klub wrócił do nazwy ŻFK Lwiwianka, awansując na trzecią lokatę. W 1997 zespół zdobył Puchar Ukrainy.
Dopiero w 1998 klub wrócił do gry na dużym boisku, przystępując do rozgrywek Wyższej ligi. Debiutowy sezon na najwyższym poziomie zakończył na czwartej pozycji, ale potem zrezygnował z dalszych rozgrywek na następne trzy lata.
W końcu 1998 roku klub nawiązał współpracę z Gorzelnia Lwowską (ukr. Львівський лікеро-горілчаний завод, Lwowski Likiero- Gorzałkowy Zakład), po czym zmienił nazwę na ŻFK Lwiwianka-LLHZ Lwów. W 1998 klub po raz drugi zdobył Puchar Ukrainy w futsalu. W sezonie 1998/99 drużyna zajęła ostatnie ósme miejsce w Wyższej Lidze futsalu. W następnym sezonie 1999/2000 zespół został sklasyfikowany na przedostatniej siódmej lokacie, ale potem z przyczyn finansowych zrezygnował z dalszych występów.
W sezonie 2001 zespół z historyczną nazwą ŻFK Lwiwianka ponownie startował w Wyższej lidze piłki nożnej. W 2002 znów uczestniczył w rozgrywkach na najwyższym poziomie, ale potem zrezygnował z kolejnych mistrzostw. 
Również w sezonach 2001/02, 2002/03 i 2003/04 drużyna występowała w Wyższej Lidze futsalu, zajmując 5, 7 i 10 miejsce.
Od 2005 do 2015 klub z powodu braku finansowania nie brał udziału w żadnych mistrzostwach., grając jedynie mecze towarzyskie.
Dopiero w sezonie 2016 zespół zgłosił się do rozgrywek Pierwszej ligi. Najpierw zajął pierwsze miejsce w grupie A, a potem był drugim w półfinałowej grupie A, a w meczu o 3 miejsce pokonał 3:0 klub Oswita-DJuSSz-3 z Iwano-Frankiwska. Zimą 2017 klub uczestniczył jeszcze w zimowych mistrzostwach Ukrainy. Po zajęciu trzeciego miejsca klub więcej nie startował w oficjalnych rozgrywkach i został rozwiązany.

## Barwy klubowe, strój, herb, hymn
|  |  |

Klub ma barwy zielono-białe. Piłkarki domowe spotkania zazwyczaj grają w zielonych koszulkach, zielonychspodenkach oraz białych getrach.

## Sukcesy

### Trofea międzynarodowe
Nie uczestniczył w rozgrywkach europejskich (stan na 31-05-2018).

### Trofea krajowe
piłka nożna
| \| \| Zdobyte trofea w rozgrywkach Ukrainy (stan na: 31-05-2021) \| |                                                            |      |                          |
| Rozgrywki                                                           | Osiągnięcie                                                | Razy | Sezon(y)                 |
| Mistrzostwo                                                         | I miejsce                                                  | 0    |                          |
| Mistrzostwo                                                         | II miejsce                                                 | 0    |                          |
| Mistrzostwo                                                         | III miejsce                                                | 0    |                          |
| Mistrzostwo                                                         | 4 miejsce                                                  | 3    | 1998, 2001 (A), 2002 (B) |
| Puchar                                                              | zdobywca                                                   | 0    |                          |
| Puchar                                                              | finalista                                                  | 0    |                          |
| Puchar                                                              | ? finału                                                   | 1    | ?                        |
| II liga                                                             | I miejsce                                                  | 0    |                          |
| II liga                                                             | II miejsce                                                 | 1    | 1993                     |
| II liga                                                             | III miejsce                                                | 1    | 2016                     |
| Ukraina                                                             | Zdobyte trofea w rozgrywkach Ukrainy (stan na: 31-05-2021) |      |                          |

futsal
| \| \| Zdobyte trofea w rozgrywkach Ukrainy (stan na: 31-05-2021) \| |                                                            |      |            |
| Rozgrywki                                                           | Osiągnięcie                                                | Razy | Sezon(y)   |
| · Mistrzostwo                                                       | I miejsce                                                  | 0    |            |
| · Mistrzostwo                                                       | II miejsce                                                 | 0    |            |
| · Mistrzostwo                                                       | III miejsce                                                | 1    | 1997/98    |
| Puchar                                                              | zdobywca                                                   | 2    | 1997, 1998 |
| Puchar                                                              | finalista                                                  | 0    |            |
| II liga                                                             | I miejsce                                                  | 0    |            |
| II liga                                                             | II miejsce                                                 | 0    |            |
| II liga                                                             | III miejsce                                                | 1    | 2016       |
| Ukraina                                                             | Zdobyte trofea w rozgrywkach Ukrainy (stan na: 31-05-2021) |      |            |

## Poszczególne sezony
piłka nożna
futsal

### Rozgrywki międzynarodowe

#### Europejskie puchary
Nie uczestniczył w rozgrywkach europejskich (stan na 31-05-2021).

### Rozgrywki krajowe
piłka nożna
| \| Ukraina \| Bilans występów klubu w rozgrywkach piłkarskich Ukrainy (Stan na 31 maja 2021 r.) \| \| |                                                                                   |        |       |   |   |   |    |    |     |                       |        |        |      |
| Poziom                                                                                                | Rozgrywki                                                                         | Sezony | Mecze | Z | R | P | B+ | B– | Pkt | Lata                  | Awanse | Spadki | Naj. |
| I | Wyszcza liha                                                                      | 3      |       |   |   |   |    |    |     | 1998, 2001–2002       | 0      | 0      | 4    |
| II | Persza liha                                                                       | 4      |       |   |   |   |    |    |     | 1992–1993, 1998, 2016 | 0      | 0      | 2    |
| | Puchar Ukrainy                                                                    | ?      |       |   |   |   |    |    |     |                       | 0      | 0      | ?    |
| Ukraina                                                                                               | Bilans występów klubu w rozgrywkach piłkarskich Ukrainy (Stan na 31 maja 2021 r.) |        |       |   |   |   |    |    |     |                       |        |        |      |

futsal
| \| \| Bilans występów klubu w rozgrywkach Ukrainy (Stan na 31 maja 2021 r.) \| |                                                                       |        |       |   |   |   |    |    |     |                      |        |        |      |
| Poziom                                                                         | Rozgrywki                                                             | Sezony | Mecze | Z | R | P | B+ | B– | Pkt | Lata                 | Awanse | Spadki | Naj. |
| I                                                                              | Wyszcza liha                                                          | 7      |       |   |   |   |    |    |     | 1997–2000, 2001–2004 | 0      | 0      | 3    |
| II                                                                             | Persza liha                                                           | 0      |       |   |   |   |    |    |     |                      | 0      | 0      |      |
|                                                                                | Puchar Ukrainy                                                        | ?      |       |   |   |   |    |    |     | 1997–2004            | 0      | 0      | 1    |
| Ukraina                                                                        | Bilans występów klubu w rozgrywkach Ukrainy (Stan na 31 maja 2021 r.) |        |       |   |   |   |    |    |     |                      |        |        |      |

## Piłkarki, trenerzy, prezydenci i właściciele klubu

### Trenerzy
| Lp. | Imię i nazwisko | Okres urzędowania | Okres urzędowania |
| --- | --------------- | ----------------- | ----------------- |
| 1.  | Ihor Karpa      | 201?              | 2017              |

## Struktura klubu

### Stadion
Klub rozgrywał swoje mecze domowe na stadionie im. Bohdana Markewycza w Winnikach, który może pomieścić 1000 widzów.

### Hala
Drużyna rozgrywa swoje mecze w Hali SKIF, znajdującej się przy ul. Czeremszyny 17 we Lwowie.

### Inne sekcje
Klub oprócz głównej drużyny prowadzi drużynę młodzieżowe oraz dla dzieci, grające w turniejach miejskich.

## Kibice i rywalizacja z innymi klubami

### Derby
- Hałyczanka Lwów